# Губиці
Губиці (словац. Hubice) — село в окрузі Дунайська Стреда Трнавського краю Словаччини. Площа села 5,36 км². Станом на 31 грудня 2015 року в селі проживало 595 жителів.

## Історія
Перші згадки про село датуються 1245 роком.

## Населення
| Рік:            | 1994. | 2004.   | 2014.    | 2024.    |
| --------------- | ----- | ------- | -------- | -------- |
| Кількість осіб: | 504   | 510     | 576      | 656      |
| Різниця:        |       | +1,19 % | +12,94 % | +13,88 % |

| Рік:            | 2023. | 2024.   |
| --------------- | ----- | ------- |
| Кількість осіб: | 649   | 656     |
| Різниця:        |       | +1,07 % |